# Anita Wold
Anita Marie Wold Jensen (ur. 1956) – norweska skoczkini narciarska.
Pięciokrotnie ustanawiała nieoficjalny kobiecy rekord świata w długości skoku narciarskiego, poprawiając rezultaty osiągane ponad 30 lat wcześniej przez jej rodaczkę, Johanne Kolstad. Rekordowe skoki Wold zostały oddane:
- 22 marca 1973 na Kløvsteinbakken w Meldal – 73,5 m[2],
- 3 lutego 1974 na Kløvsteinbakken w Meldal – 82,5 m[2]
- 16 marca 1974 na MS 1970 w Szczyrbskim Jeziorze – 91 m[3]
- 16 marca 1974 na MS 1970 w Szczyrbskim Jeziorze – 94 m[4][5]
- 14 stycznia 1975 na Ōkurayamie w Sapporo – 97,5 m[1][5]

Jej rezultat osiągnięty w Japonii przez kilka kolejnych lat pozostał niepobity. Rekord świata Wold po 6 latach poprawiła Finka Tiina Lehtola, która w 1981 na Rukatunturi w Ruce uzyskała 110 metrów. Z kolei rekord Norwegii Wold został poprawiony 9 lat później, gdy w marcu 1985 na obiekcie Skuibakken w Bærum skok na odległość 100 metrów oddała Merete Kristiansen.
Pochodząca z Trondheim zawodniczka zaczęła uprawiać skoki narciarskie jako dziecko za sprawą ojca, który wcześniej sam był skoczkiem narciarskim. Trenowała wspólnie ze swoimi rówieśnikami.
Była pierwszą kobietą w historii, która oddała skok na Holmenkollbakken w Oslo. W latach 70. XX wieku pełniła rolę przedskoczka w trakcie Turnieju Czterech Skoczni (w ramach 24. edycji Turnieju). W marcu 1974 startowała wspólnie z mężczyznami w Pucharze Tatr w Szczyrbskim Jeziorze. W styczniu 1975 wzięła udział w rozgrywanych na Ōkurayamie w Sapporo zawodach Miyasama Ski Games, gdzie, rywalizując w jednej grupie z mężczyznami, zajęła 39. lokatę – zwycięzca, Japończyk Yukio Kasaya w obu seriach uzyskał odległości po niespełna 30 metrów lepsze od Wold. W 1976 organizatorzy zawodów na Vikersundbakken w Vikersund zaoferowali jej możliwość startu w ramach tej samej funkcji na skoczni mamuciej, jednak Wold odmówiła uznając, iż nie jest wystarczająco dobrze przygotowana.
W czasie, gdy Wold uprawiała skoki narciarskie nie organizowano oddzielnej kategorii dla kobiet. Jej starty spotykały się z dużym zainteresowaniem publiczności, która podziwiała jej odwagę i talent – sama zawodniczka nie lubiła takich reakcji, powodujących u niej niechęć do startowania w zawodach. Nie otrzymywała żadnego wsparcia finansowego, w związku z czym wysokie koszty uprawiania tego sportu ostatecznie stały się powodem zakończenia przez nią kariery skoczkini narciarskiej.